# 생태여성주의

생태여성주의(프랑스어: Écoféminisme, 독일어: Ökofeminismus, 영어: Ecofeminism, 한자: 生態女性主義)는 생태주의와 여성주의가 합쳐진 사상이므로, 1970년대 프랑수아즈 도본느(프랑스어: Françoise d'Eaubonne)에 의해 처음 사용된 용어이다. 여성해방론과 생태학 그리고 자연해방론이 주류를 이은다. 생태여성주의에서는 양성차별과 생태파괴 현상은 서구에서 나타난 이원론적 관점에서 비롯된 사회결함이라고 지적한다.

## 개요
1970년대 전국적으로 여성 운동이 일어나는 시기에, 프랑수아즈 도본느를 포함한 일부 여성운동가들은, 사회가 생태계를 무분별하게 착취하고 무시하듯이, 여성을 생태계의 위치에 비교하여 처음으로 주장했다. 즉, 여성은 사회에서 남성들에 의해 무시되고, 억압되는 사회현상을 인간이 자연을 제대로 파악하지 않으려 하고 자연 파괴를 일삼는 사회현상과 같다고 주장하는 것이었다. 그리하여, 사회에서는 인간이 자연을 지배하고, 또한 여성은 남성들에 의해 지배를 받는다는 것을 동일시하였다. 그리고 그들은 모두 생태주의와 여성주의는 연관된 것이라 주장하였고 모호한 기존의 여성주의에 대항하여, 생태주의와 여성주의를 혼합한 사상이 나타나게 된다.
기본적으로 생태여성주의는 양성에 대한 차별의식은 이원론적 관점에서 비롯된 것이기 때문에 모든 관점에서 이원론적 관점을 배제한다. 또한, 단순한 이성이 아닌, 극단적 이성주의도 반대하며, 특히 남성주의, 가부장주의에도 반대한다.
생태여성주의는 인간과 자연을 통합시켜 똑같은 권리를 누릴 존재로 인식하였다. 또한, 생태여성주의는 기존의 여성 운동과 환경 운동에 대한 수단 제시를 새롭게 제시하였는데 가령, 여성 운동은 사회적으로 남성의 권위와 거의 '똑같아질 정도'의 권위향상만으로는 만족해서는 안 되며, 가부장적 사고방식을 완전히 없애고, 남성과 여성과의 양성평등 인식을 후대에서 널리 전할 수 있도록 여성 운동은 항상 직접적인 행동과 파격적인 권위향상을 조건으로 내걸어야 하며., 환경 운동 또한, 고액의 보수를 들여 만든 친환경 사업일지라도 그것은 환경 운동이 아니라고 주장한다. 생태라는 것은 애초에 물질적인 것으로 살 수 없기 때문에 환경 자체를 보존한다는 마음가짐으로 환경 운동에 임해야 한다고 주장했다. 설사 그것이 미미하게 지구 생태에 영향을 주는 친환경적인 정책 및 설계일지라도, 생태 자체를 있는 그대로 보존해야하기 때문에, 이를 허용해서는 안된다는 이야기이다.
만약에 이러한 여성 운동이 일어나지 못할 경우 여성은 언제까지 사회적으로 남성보다 권위가 아래일 수 밖에 없으며, 환경 운동 또한 기존의 방향으로 고수하여 실행한다면, 서구권처럼 단순한 오염물질 폐기시설 설치, 고액의 친환경설비 건설로만으로 만족하는 본질없는 환경 운동이 될 수 있다고 경고했다.
이 운동은 1970년대 시작으로 1990년대부터 여성 운동의 큰 폭을 차지하고 있다.

### 문화적 생태여성주의와 사회적 생태여성주의
일반적인 의미의 생태여성주의는 '사회적 생태여성주의'를 의미한다. 문화적 생태여성주의와 사회적 생태여성주의의 차이점은, 전자는 생태낭만주의의 분파로써 감성적으로 자연과 여성은 합일되기 때문에 사회-문화적으로 여성이 환경 문제를 심적으로는 확실히 효과적으로 풀어나갈 수 있다고 주장하는 사상이며, 사회적 생태여성주의는, 인간과 자연의 지배관계와 남성과 여성의 지배관계를 동일시하여, 여성주의에서의 여성 해방 관점과 생태주의에서의 자연 해방 관점을 모두 수용, 일치시켜 두 문제를 동시다발적으로 풀어나가려는 사상이다.

## 같이 보기
- 녹색 정치
- 생태주의
- 여성주의
- 이원론
- 이성주의